# مارثا ديفيس
مارثا ديفيس (بالإنجليزية: Martha Davis)‏ هي محامية أمريكية، ولدت في 1957.